# 物語消費論
物語消費論（ものがたりしょうひろん）とは1989年に出版された、大塚英志の著書、及びその概念。
大塚は本書で、ビックリマンシールやシルバニアファミリーなどの商品を例に挙げ、それらは商品そのものが消費されるのではなく、それを通じて背後にある「大きな物語」（世界観や設定に相当するもの）が消費されているのだと指摘し、主に1980年代にみられるこういった消費形態を物語消費と呼んだ。ここで「大きな物語（世界観・設定）」という意味で「物語」という語句を使うことは紛らわしいことから世界観消費といいかえられることもある。